# Филев, Дмитрий Сидорович
Дмитрий Сидорович Филев (13 [26] октября 1903, Лозоватка, Екатеринославская губерния — 22 февраля 1994) — советский учёный-растениевод, селекционер кукурузы. Доктор сельскохозяйственных наук (1969), профессор (1970), член-корреспондент ВАСХНИЛ (1956).

## Биография
Родился 13 (26) октября 1903 года в селе Лозоватка (ныне Пятихатского района).
В 1925 году окончил Криворожский сельскохозяйственный институт. Член ВКП(б) с 1950 года.
С 1925 года — на хозяйственной и общественной работе. В 1925—1986 годах — агроном-полевод Синельниковского района Днепропетровской области, красноармеец, агроном Днепропетровского окрколхозсоюза и окрзерноколхозсоюза, Днепропетровского райколхозсоюза, аспирант ВНИИ кукурузно-соргового хозяйства, научный сотрудник отдела агротехники, старший научный сотрудник, заведующий лабораторией агротехники пропашных культур, заместитель директора по научной работе, старший научный сотрудник ВНИИ кукурузы.
За выведение гибридов кукурузы «Первенец» и «Успех» и разработку системы мероприятий по получению высоких урожаев этой культуры был в составе коллектива удостоен Сталинской премии 1951 года.
Умер 17 февраля 1994 года в городе Днепропетровске.